# Új-Zéland a 2014. évi téli olimpiai játékokon
Új-Zéland az oroszországi Szocsiban megrendezett 2014. évi téli olimpiai játékok egyik részt vevő nemzete volt. Az országot az olimpián 5 sportágban 15 sportoló képviselte, akik érmet nem szereztek.

## Alpesisí
Férfi
| Versenyző    | Versenyszám      | 1. futam | 1. futam | 2. futam | 2. futam | Összesítés | Összesítés |
| Versenyző    | Versenyszám      | Idő      | Hely.    | Idő      | Hely.    | Idő        | Helyezés   |
| ------------ | ---------------- | -------- | -------- | -------- | -------- | ---------- | ---------- |
| Adam Barwood | Műlesiklás       | 54,21    | 50.      | 1:01,97  | 25.      | 1:56,18    | 25.        |
| Adam Barwood | Óriás-műlesiklás | 1:28,51  | 49.      | 1:28,89  | 43.      | 2:57,40    | 44.        |

## Gyorskorcsolya
Férfi
| Versenyző    | Versenyszám | Eredmény | Helyezés |
| ------------ | ----------- | -------- | -------- |
| Shane Dobbin | 5000 m      | 6:26,90  | 14.      |
| Shane Dobbin | 10 000 m    | 13:16,42 | 7.       |

## Síakrobatika
Akrobatika
| Versenyző                | Versenyszám      | Selejtező  | Selejtező  | Selejtező   | Döntő    | Döntő    | Döntő    |
| Versenyző                | Versenyszám      | 1. futam   | 2. futam   | Hely.       | 1. futam | 2. futam | Helyezés |
| ------------------------ | ---------------- | ---------- | ---------- | ----------- | -------- | -------- | -------- |
| Josiah Wells             | Férfi félcső     | 83,00      | 49,40      | 5.          | 85,60    | 78,40    | 4.       |
| Beau-James Wells         | Férfi félcső     | 76,80      | 66,40      | 10.         | 62,00    | 80,00    | 6.       |
| Lyndon Sheehan           | Férfi félcső     | 78,20      | 80,00      | 8.          | 55,20    | 72,60    | 9.       |
| Byron Wells              | Férfi félcső     | nem indult | nem indult | helyezetlen | kiesett  | kiesett  | kiesett  |
| Janina Kuzma             | Női félcső       | 73,80      | 75,20      | 8.          | 77,00    | 74,80    | 5.       |
| Josiah Wells             | Férfi slopestyle | 82,80      | 83,40      | 10.         | 60,60    | 50,00    | 11.      |
| Beau-James Wells         | Férfi slopestyle | 36,00      | 66,60      | 21.         | kiesett  | kiesett  | kiesett  |
| Anna Willcox-Silfverberg | Női slopestyle   | 62,40      | 34,40      | 15.         | kiesett  | kiesett  | kiesett  |

## Snowboard
Akrobatika
| Versenyző        | Versenyszám    | Selejtező | Selejtező | Selejtező | Elődöntő   | Elődöntő   | Elődöntő   | Döntő    | Döntő    | Helyezés |
| Versenyző        | Versenyszám    | 1. futam  | 2. futam  | Hely.     | 1. futam   | 2. futam   | Hely.      | 1. futam | 2. futam | Helyezés |
| ---------------- | -------------- | --------- | --------- | --------- | ---------- | ---------- | ---------- | -------- | -------- | -------- |
| Rebecca Sinclair | Női halfpipe   | 32,25     | 48,25     | 11.       | kiesett    | kiesett    | kiesett    | kiesett  | kiesett  | 21.      |
| Rebecca Torr     | Női slopestyle | 70,75     | 33,75     | 6.        | 27,25      | 32,50      | 10.        | kiesett  | kiesett  | 18.      |
| Christy Prior    | Női slopestyle | 67,50     | 70,50     | 7.        | nem indult | nem indult | nem indult | kiesett  | kiesett  | 21.      |
| Stefi Luxton     | Női slopestyle | 59,75     | 34,25     | 8.        | 18,25      | 60,25      | 8.         | kiesett  | kiesett  | 16.      |
| Shelly Gotlieb   | Női slopestyle | 18,00     | 30,75     | 11.       | 63,25      | 33,75      | 7.         | kiesett  | kiesett  | 15.      |

## Szkeleton
| Versenyző         | Versenyszám | 1. futam | 1. futam | 2. futam | 2. futam | 3. futam | 3. futam | 4. futam | 4. futam | Összesítés | Összesítés |
| Versenyző         | Versenyszám | Idő      | Hely.    | Idő      | Hely.    | Idő      | Hely.    | Idő      | Hely.    | Idő        | Helyezés   |
| ----------------- | ----------- | -------- | -------- | -------- | -------- | -------- | -------- | -------- | -------- | ---------- | ---------- |
| Ben Sandford      | Férfi       | 58,00    | 22.      | 57,75    | 20.      | 57,79    | 18.      | kiesett  | kiesett  | 3:01,32    | 27.        |
| Katharine Eustace | Női         | 59,52    | 14.      | 59,46    | 16.      | 58,69    | 11.      | 58,54    | 13.      | 3:56,21    | 11.*       |

* - egy másik versenyzővel azonos eredményt ért el